# Спартак (гандбольний клуб, Київ)
«Спартак» імені І. Є Турчина — жіночий гандбольний клуб з міста Києва.

## Історія
Офіційним роком заснування київського «Спартака» вважається 1962 рік. Команда переможно завершила республіканські юнацькі змагання в Івано-Франківську і завоювала право брати участь у всесоюзних змаганнях.
У 1963 році «Спартак» виграв першість Києва серед жіночих команд.
У 1964 році «Спартак» дебютував в чемпіонаті СРСР серед команд класу «А», зайнявши 2-е місце, а в наступному році, ставши першим, завоював право грати у вищій лізі. У серпні 1965 року відбулося весілля наставника «Спартака» і найсильнішого гравця команди Зінаїди Столітенко. З того часу київський «Спартак» і жіночий гандбол в Радянському Союзі, нерозривно асоціюється з іменами Ігоря та Зінаїди Турчиних.
У першому сезоні 1966 року киянки зайняли 4-е місце, на наступний рік виграли срібні медалі, а в 1968-м завоювали бронзу. У 1969 році набрали однакову кількість очок з московським «Променем» і в додатковому матчі за титул чемпіонів країни обіграли суперниць з рахунком 28:20.
Протягом 20 років — до 1989 року — клуб не поступився званням найсильнішої команди країни.
13 разів клуб перемагав в найпрестижнішому євротурнірі — Кубку європейських чемпіонів.
«Спартак» був базовим клубом збірної СРСР, яку також очолював Ігор Турчин. У складі команди СРСР, що на Олімпійських іграх 1976 і 1980 років, 9-10 гравців із 14 були спартаківками Києва.
На Олімпіаді в Сеулі-1988 більшість команди також складали київські спортсменки, команда виграла бронзові медалі.
Після розвалу СРСР на чільні позиції в українському гандболі вийшов «Мотор» із Запоріжжя, а найсильніші гравці країни стали виступати за кордоном. «Спартак» тричі зміг відібрати у «Мотора» звання чемпіонів країни. У 2000 році збірна України виграла срібні медалі чемпіонату Європи, основу команди складали спартаківки. На Олімпійському турнірі 2004 року збірна України виграла бронзові нагороди, в команді була спартаківка Наталія Ляпіна.
На сезон 2019/20 клуб не заявився.

## Досягнення

### Європа
- Кубок європейських чемпіонів
  -  Володар (13): 1970, 1971, 1972, 1973, 1975, 1977, 1979, 1981, 1983, 1985, 1986, 1987, 1988
  -  Фіналіст (2): 1974, 1989

- Кубок володарів кубків ЄГФ
  -  Фіналіст (2): 1991, 2003

- Кубок ЄГФ – IHF
  -  Фіналіст (1): 1990

### СРСР
- Чемпіонат СРСР
  -  Чемпіон (20): 1969, 1970, 1971, 1972, 1973, 1974, 1975, 1976, 1977, 1978, 1979, 1980, 1981, 1982, 1983, 1984, 1985, 1986, 1987, 1988.
  -  Срібний призер (3): 1967, 1990, 1991
  -  Бронзовий призер (2): 1968, 1989

- Чемпіонат УРСР
  -  Чемпіон (16): 1965,1967,1972,1973,1974,1977,1978,1980,1981,1982,1983,1984,1985,1986,1987,1990

### Україна
- Чемпіонат України
  -  Чемпіон  (3): 1992, 1996, 2000
  -  Срібний призер (9): 1994, 1995, 1998, 1999, 2001, 2002, 2003, 2004, 2006
  -  Бронзовий призер (2): 1993, 2005

## Див.також
- Ліга чемпіонів ЄГФ (жінки)
- Мотор (жіночий гандбольний клуб, Запоріжжя)
- Автомобіліст (жіночий гандбольний клуб, Бровари)
- Спарта (жіночий гандбольний клуб, Кривий Ріг)
- Галичанка (гандбольний клуб)
- Карпати (гандбольний клуб)